# Unión adherente
Las uniones adherentes, desmosomas en banda o zonula adherens son un tipo de uniones celulares. Se trata de especializaciones de la membrana plasmática, específicamente del dominio basolateral correspondiente a una especialización de la membrana lateral, que contienen proteínas como las cadherinas y cateninas.

Estructura de la zonula adherens

Al microscopio electrónico de transmisión se observa que poseen una zona citoplasmática densa, rica en actina F, rodeando las membranas plasmáticas pertenecientes a dos células adyacentes. Como modelo de la naturaleza bioquímica del entramado se ha propuesto que la adhesión célula-célula está mediada por cadherinas, quienes a su vez están asociadas al citoesqueleto de actina mediante varios componentes proteicos: las cadherinas se asocian a la alfa-catenina, quien interacciona con la vinculina, alfa-actinina y finalmente con la actina.